# 光聚院

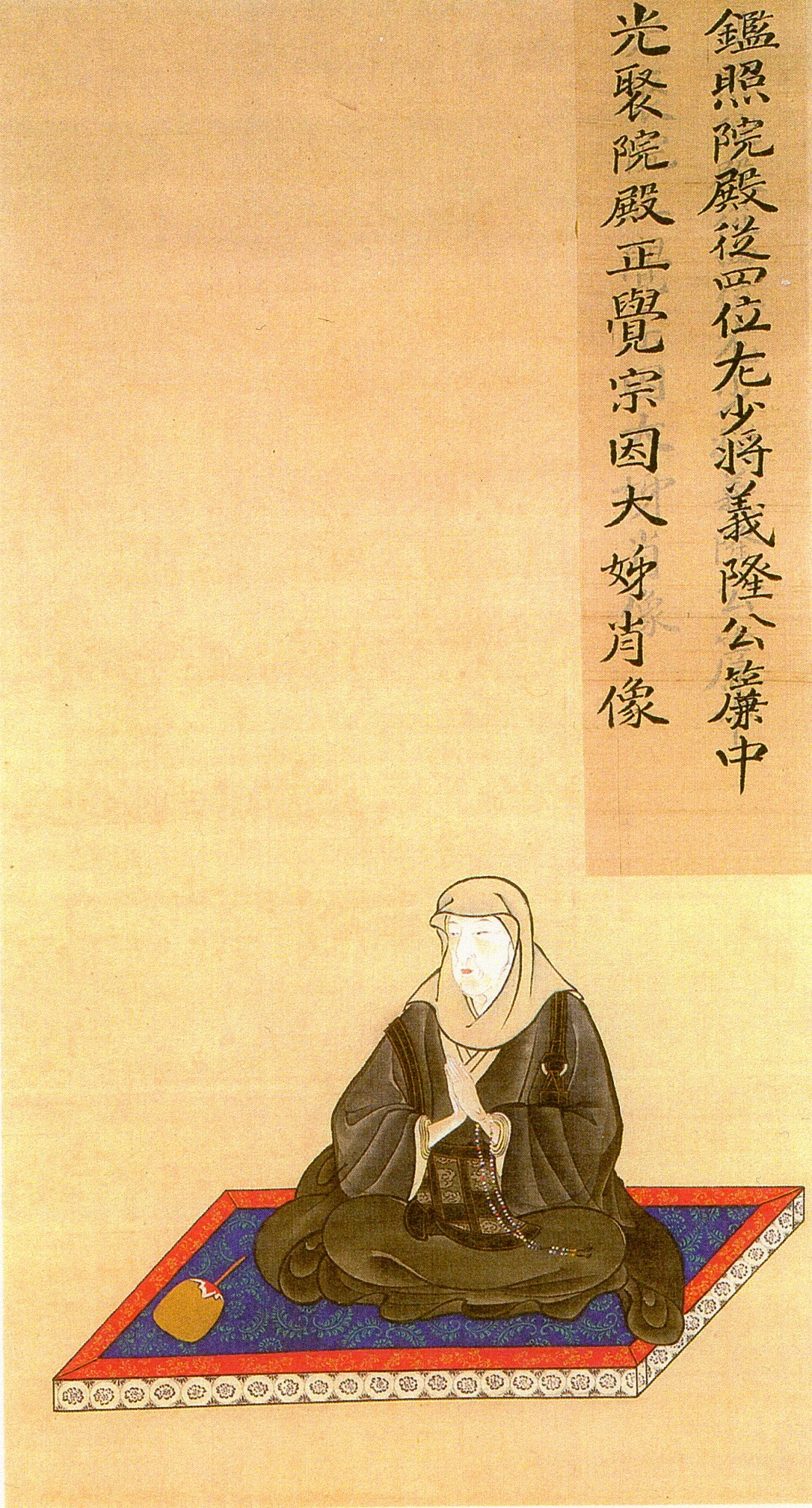
光聚院

光聚院（こうしゅいん、元和6年（1620年） - 貞享元年11月18日（1684年12月24日））は、久保田藩第2代佐竹義隆の正室。俗名は寿流姫。佐竹南家第4代当主佐竹義章の娘。母は渋江政光の娘。弟に佐竹南家第5代佐竹義著、渋江隆光（渋江光久養子）。佐竹義処、佐竹義長らの母。
寛永10年（1633年）に義隆と婚姻。和歌や書道をよくし、倹約を旨とした良妻賢母として知られる。